# قفاز مطاطي

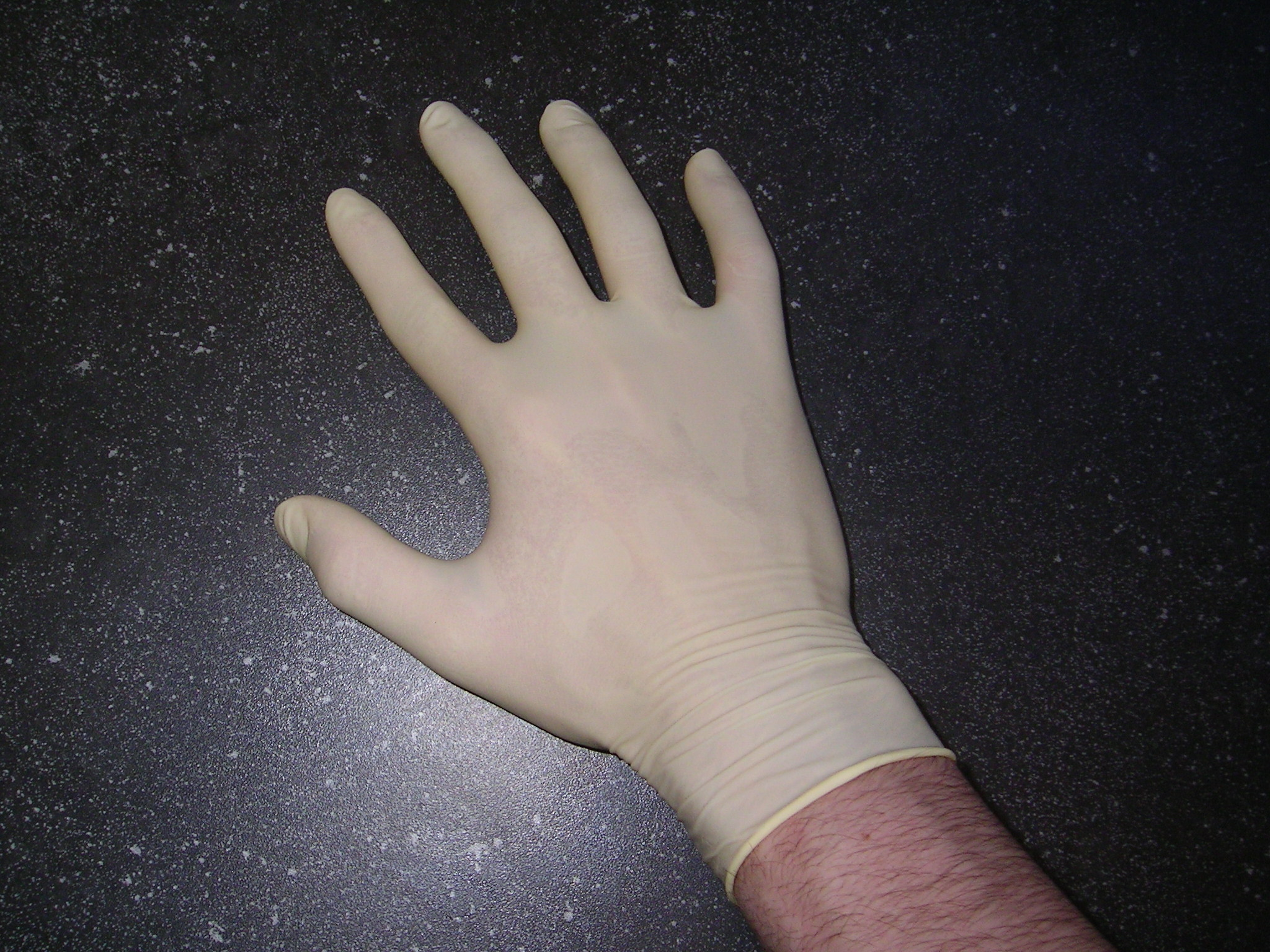
قفاز مطاطي

القفازات المطاطية أو القفازات المصنوعة من المطاط. يمكن للقفازات المطاطية يكون غير معتمد (المطاط فقط) أو تدعمها (الطلاء والمطاط القفازات الغزل والنسيج). الغرض الأساسي منها هي حماية اليدين أثناء أداء المهام التي تنطوي على المواد الكيميائية. ويمكن ارتداء القفازات المطاطية أثناء غسل الصحون لحماية اليدين من المنظفات والسماح باستخدام المياه أكثر سخونة. في بعض الأحيان سوف مقدمي الرعاية استخدام قفازات مطاطية أثناء عملية تغيير حفاضات لمنع الاتصال مع المواد البرازية / البول الطفل. المهنيين الصحيين استخدام القفازات الطبية بدلا من قفازات مطاطية عند إجراء العمليات الجراحية.

## إختراع القفازات المطاطية
في عام 1889، وليام ستيوارت هالستيد، أول رئيس قسم الجراحة في مستشفى جونز هوبكنز، اخترع قفازات مطاطية لمنع الطواقم الطبية من تطوير التهاب الجلد من المواد الكيميائية الجراحية.

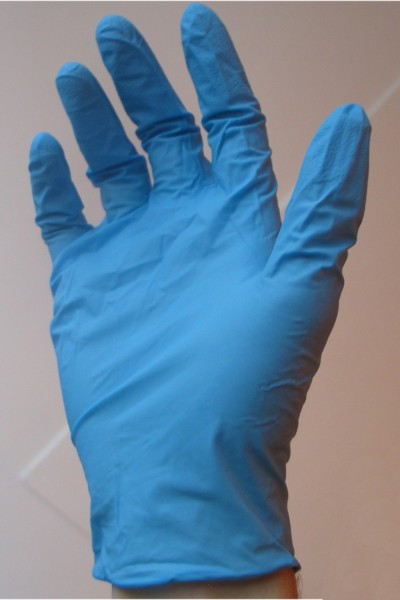
ويمكن التخلص منها المطاط النتريل قفاز